# Transdanubia de Vest
Transdanubia de Vest (maghiară Nyugat-Dunántúl) este o regiune a Ungariei.